# Red Rising
Red Rising är en dystopisk science fiction- roman från 2014 av den amerikanske författaren Pierce Brown, och den första boken och eponymen i en serie. Romanen, som utspelar sig i framtiden på Mars, följer den lågfödde gruvarbetaren Darrow när han infiltrerar den gyllene eliten.
Red Rising har fått generellt positiva recensioner. 2014 säkrade Universal Pictures rättigheterna till en filmatisering, men projektet skrotades så småningom. Brown började skriv en Rött Uppror tv-serie 2018 och tillkännagav senare att den potentiella serien hade en regissör och en showrunner med antingen Netflix, Apple TV+, Disney+, Amazon Prime eller HBO som var intresserade av att anpassa serien från och med september 2021.  En serietidningsserie med sex delar, Red Rising: Sons of Ares, publicerades 2017.